# Lars Lönnkvist
Lars Lönnkvist, född den 4 april 1957, är en svensk orienterare som blev världsmästare i stafett 1979, nordisk mästare individuellt 1980 och 1986, samt svensk mästare i stafett 1978, 1979 och 1980 och på långdistans 1984. Lönnkvist har även tagit två VM-silver och två VM-brons i stafett samt fyra NM-silver i stafett. Han är gift med före detta elitorienteraren Barbro Lönnkvist och far till elitorienteraren Jenny Lönnkvist.